# Cyrille Bolloré
Pour les articles homonymes, voir Bolloré (homonymie).
Cyrille Bolloré, né le 19 juillet 1985 à Neuilly-sur-Seine (Hauts-de-Seine), est un industriel et homme d’affaires. Il est le 3e fils du milliardaire Vincent Bolloré et il dirige depuis mars 2019 le Groupe Bolloré. Son père reste cependant très présent.

## Biographie

### Famille
Cyrille Bolloré est le fils de Vincent Bolloré et de Sophie Fossorier.
Il a deux frères (Sébastien Bolloré, Yannick Bolloré) et une sœur (Marie Bolloré).
En avril 2017, il épouse Charlotte Di Calypso, de son vrai patronyme Belliard, mannequin.

### Études
Comme ses frères et sa sœur, il fait ses études secondaires au lycée Saint-Jean-de-Passy, à Paris 16e.
Il étudie ensuite à l'Université Paris-Dauphine, dont il est diplômé d'un Master of Science en management en 2006, et à l'Université de Westminster.

### Activités professionnelles
Cyrille Bolloré commence sa carrière dans le fonds d'investissement Alpha Value Management, puis devient négociant en produit pétrolier à New York.
En 2007, il entre à Bolloré Energy dont il devient le directeur général en 2010.
En août 2012, il devient vice-président, administrateur délégué de Bolloré, puis directeur général délégué en juin 2013.
Il s'occupe ensuite de Bolloré Transport & Logistics. Il y développe l'activité de transitaire.
En septembre 2017, il est nommé vice-président et directeur général de Financière de l’Odet, la holding de tête du groupe Bolloré, dont son père est président.
En 2018, il remplace son père au conseil de surveillance de Vivendi, présidé par son frère Yannick.
Il est nommé président-directeur général du groupe Bolloré le 14 mars 2019 à la place de son père.
Vincent Bolloré a choisi Cyrille pour diriger le groupe, probablement parce qu'« il retrouve chez Cyrille la capacité de dire non qui est importante quand on dirige un groupe mondial ».

## Distinction
- Chevalier de l'ordre national du Mérite (2019)[7]